# Toshiaki Iwashiro
岩代 俊明
Œuvres principales
Mieru Hito, Psyren
Toshiaki Iwashiro (岩代 俊明, Iwashiro Toshiaki) est un mangaka japonais né le 11 décembre 1977 dans la préfecture de Kanagawa. Il est essentiellement connu pour ses séries Mieru Hito et Psyren publiées dans le magazine Weekly Shōnen Jump de l'éditeur Shūeisha.
Il eut pour assistants Naoya Matsumoto, l'auteur de Neko Wappa!, ainsi que Ryūhei Tamura, l'auteur de Beelzebubet Yūki Tabata auteur de Black Clover.

## Œuvres
- 2003 : The 10th Division - Version 1 - one shot, Weekly Shonen Jump
- 2004 : The 10th Division - Version 2 - one shot, Weekly Shonen Jump
- 2004 : Dog Child-Kudoh - one shot, Weekly Shonen Jump
- 2005 - 2006 : Mieru Hito - 7 tomes, Weekly Shonen Jump
- 2007 - 2010 : Psyren - 16 tomes, Weekly Shonen Jump
- 2011 : Godland Company - one shot, Jump NEXT!
- 2013 : Sakura (Tentative) - one shot, Weekly Shonen Jump
- 2015 : Kagamigami - 5 tomes, Weekly Shonen Jump
- 2017 : Hoshikuzu No Sorakil - one shot